# Manoir de Tützpatz
Le manoir de Tützpatz (Gutshaus Tützpatz ) est un château du Mecklembourg-Poméranie-Occidentale situé à Tützpatz dans l'arrondissement du Plateau des lacs mecklembourgeois. Monument protégé, le château est aujourd'hui vide.

## Histoire
Le château et ses terres, qui avaient appartenu à la puissante famille des Maltzahn, est en 1776 aux mains de Karl Friedrich von Linden. Il fait reconstruire en 1779 le manoir en style baroque hollandais. Il est acquis en héritage par Georg Christian von Heyden en 1785 qui fonde la branche des  Heyden-Linden de cette famille. Elle reste en possession du château et de ses terres jusqu'en 1945, année où elle est expropriée et expulsée.
Le manoir brûle en 1908 et Albrecht von Heyden-Linden le fait restaurer dans son style originel. Il devient une école supérieure agricole et un institut d'agronomie après 1945. Il est restauré en 1950.
Le manoir redevient propriété privée après la réunification, et les fenêtres sont murées pour éviter tout vandalisme, mais le château est vide et à l'abandon.

## Architecture
Le château, avec son toit à la Mansart, se présente sous la forme d'un bâtiment à un niveau et un étage sous les combles, décoré au milieu de la façade est et de la façade ouest d'un fronton en arc de cercle soutenu par quatre pilastres. L'avant-corps est à trois ouvertures par niveau avec un balcon en son milieu du côté du parc et de la cour d'honneur. Les façades sont richement décorées. On y trouve les blasons de la famille von Linden et de la famille von Ramin. Les communs du XVIIIe siècle se trouvent à l'est du manoir.
Le parc s'étend à l'ouest. Anciennement jardin à la française, il est transformé en jardin anglais au XIXe siècle. On trouve un étang au nord-ouest avec deux îlots. Le parc est ombragé de tilleuls, de pins, de pins blancs d'Amérique, de hêtres, en particulier de la variété pourpre fagus sylvatica f.purpurea, etc.

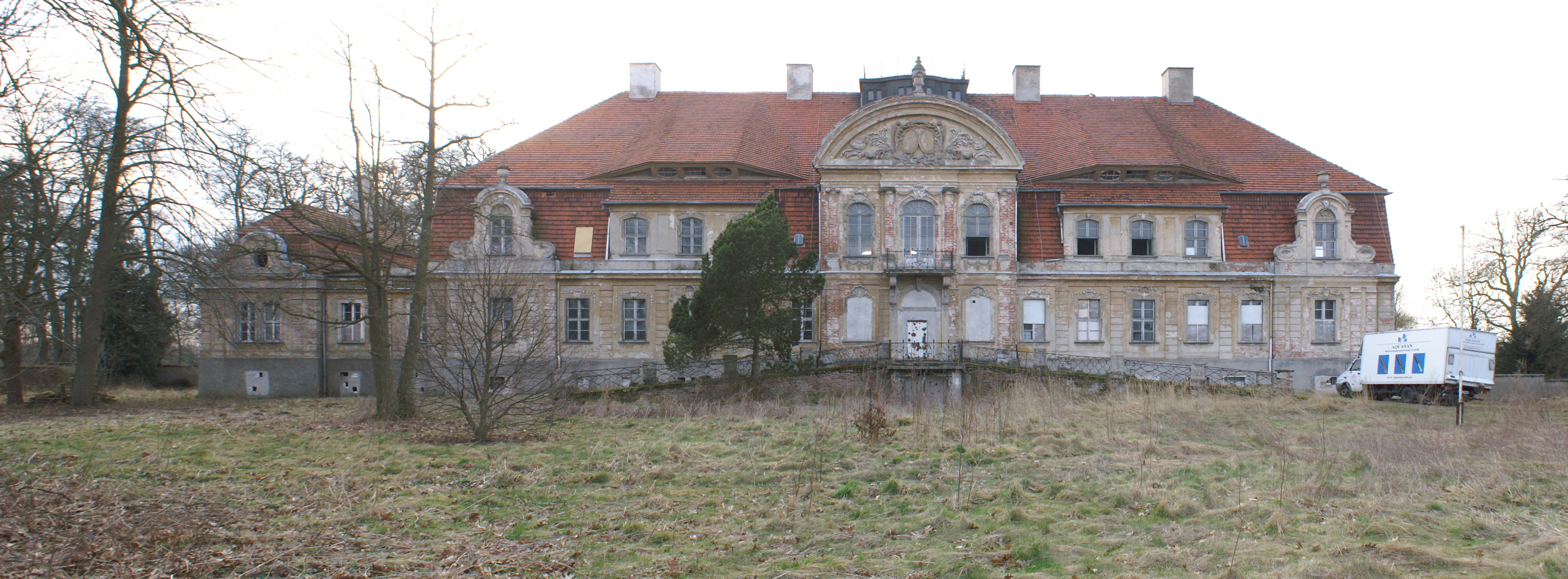
Façade est du manoir
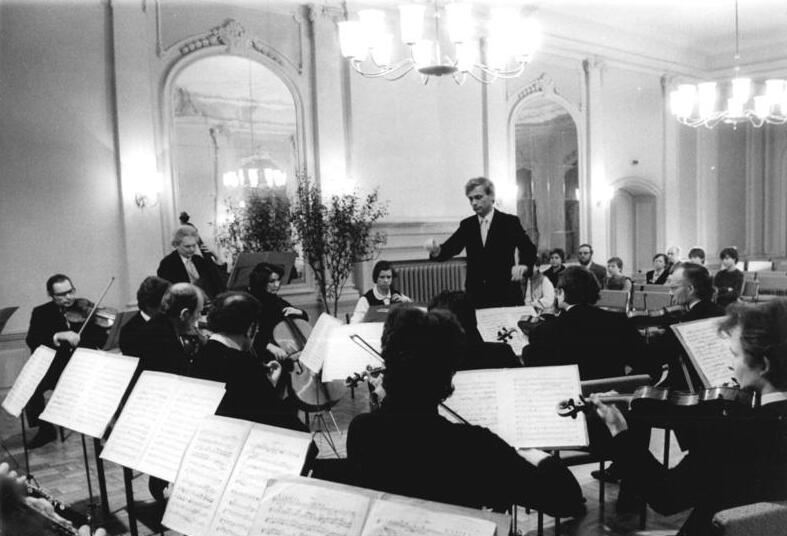
Concert au manoir en 1985

## Source
- (de) Cet article est partiellement ou en totalité issu de l’article de Wikipédia en allemand intitulé « Herrenhaus Tützpatz » (voir la liste des auteurs).